# إدواردو سيركويرا
إدواردو سيركويرا (بالبرتغالية: Eduardo Cerqueira‏) (31 مارس 1921 في البرتغال - ) هو لاعب كرة قدم برتغالي في مركز الدفاع. لعب مع نادي بنفيكا.